# Belfort-sur-Rebenty

Belfort-sur-Rebenty este o comună în departamentul Aude din sudul Franței. În 1 ianuarie 2022 avea o populație de 24 de locuitori.